# NGC 6329
NGC 6329 este o galaxie situată în constelația Hercule. A fost descoperită în 11 iulie 1876 de către Édouard Stephan⁠(d). Se află la o distanță de 118,56 megaparseci de Pământ.